# Email (barva)

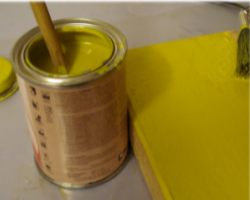
Plechovka se syntetickým emailem

Email je odolná krycí nátěrová hmota, používaná pro ochranu a dekoraci ploch v interiéru i exteriéru. Podklad, například kovový nebo z měkkého dřeva, musí být zpravidla opatřen vrstvou základní barvy, na kterou se teprve aplikuje vrchní emailová vrstva. Hlavní složky jsou pigmenty (barvivo), plnidlo a pojivo. Jako pojivo se dříve používal olej, dnes se kvůli dlouhé době schnutí olejových emailů většinou používají syntetické emaily, například na bázi alkydové pryskyřice. Pro ředění a čištění nástrojů se používá ředidlo S 6006. Po vícehodinovém vytvrdnutí na vzduchu se nátěr vyznačuje hladkým slitým povrchem s různým stupněm lesku.
Označení email se někdy, zejména v uměleckém řemeslu, používá pro smalt, sklovitou barvu, která tvrdne zahříváním na vysokou teplotu.

## Použití
Email se používá tam, kde je potřeba chránit natíraný předmět před vnějšími vlivy a kde nátěrem zakrývaný povrch předmětu není považován za pohledově estetický. Jedno z nejčastějších použití je bílý email na klasických dřevěných oknech a dveřích budov.